# 手賀沼

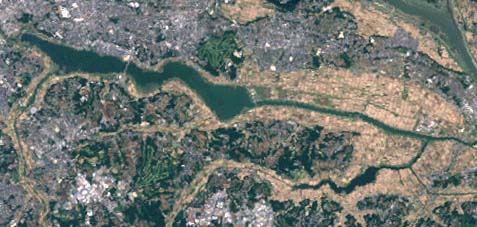
ランドサット衛星写真

手賀沼周辺の空中写真。
。1989年撮影の14枚を合成作成。

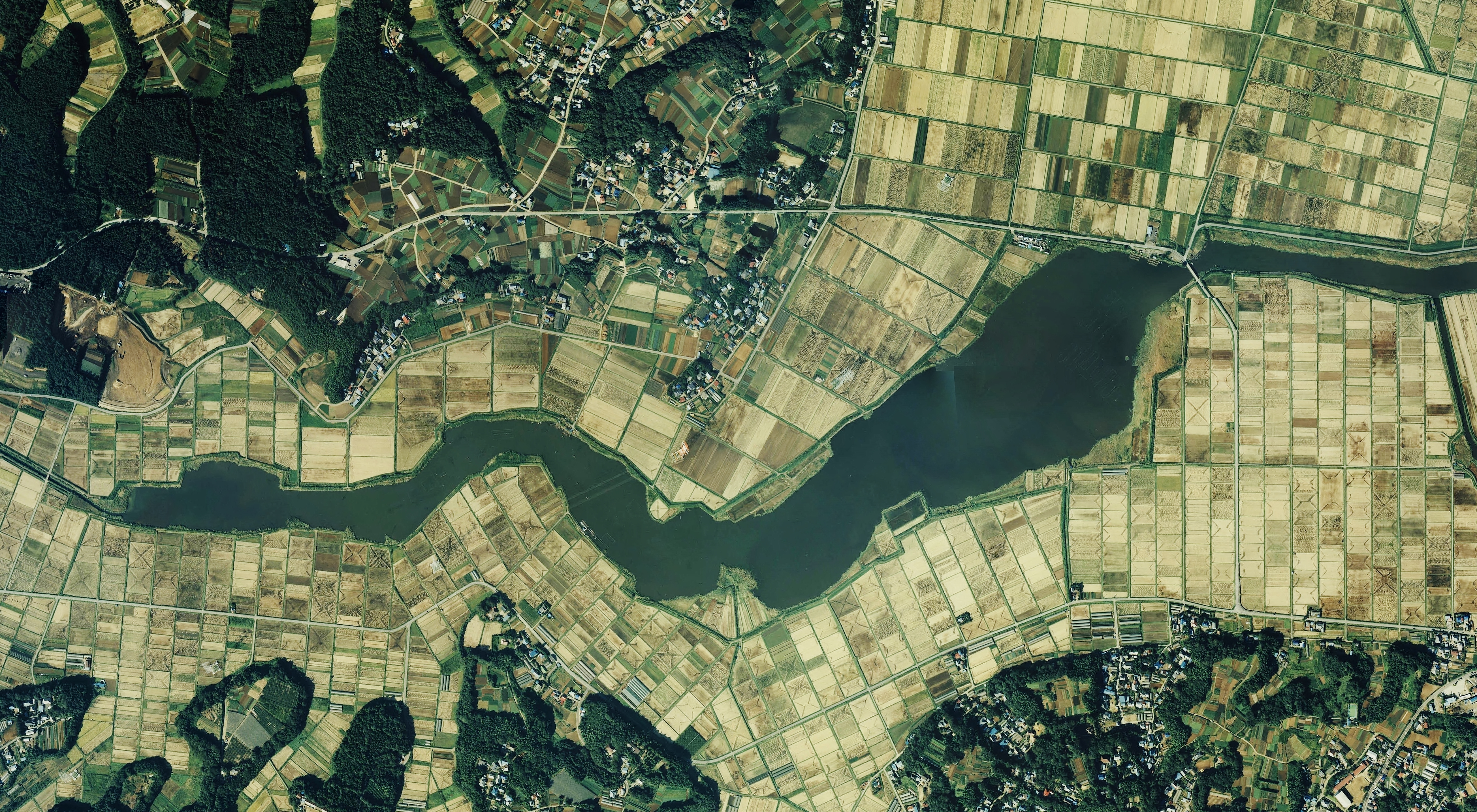
下手賀沼周辺の空中写真。
。1989年撮影の6枚を合成作成。

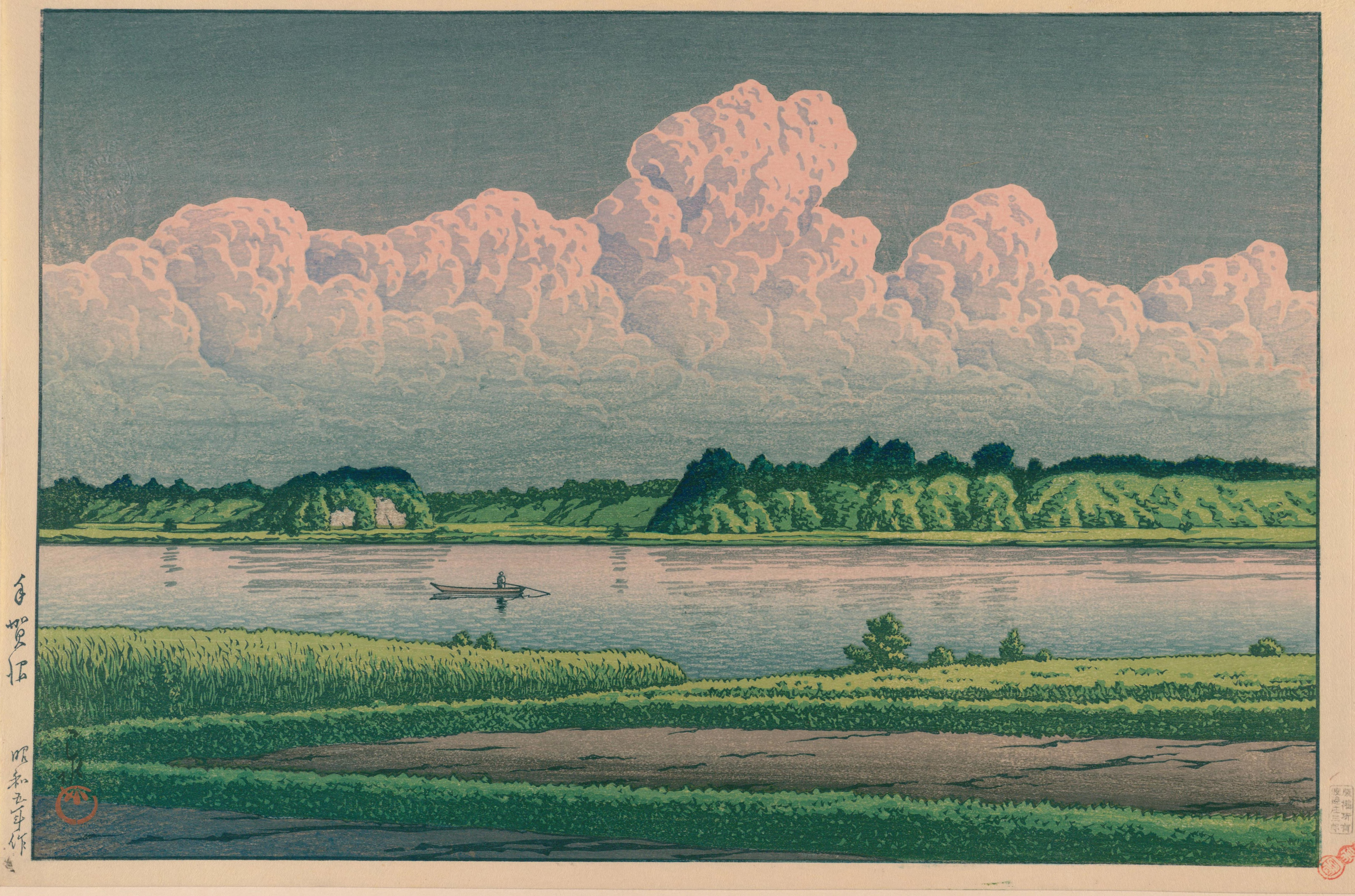
川瀬巴水『手賀沼』（1930年・昭和5年）

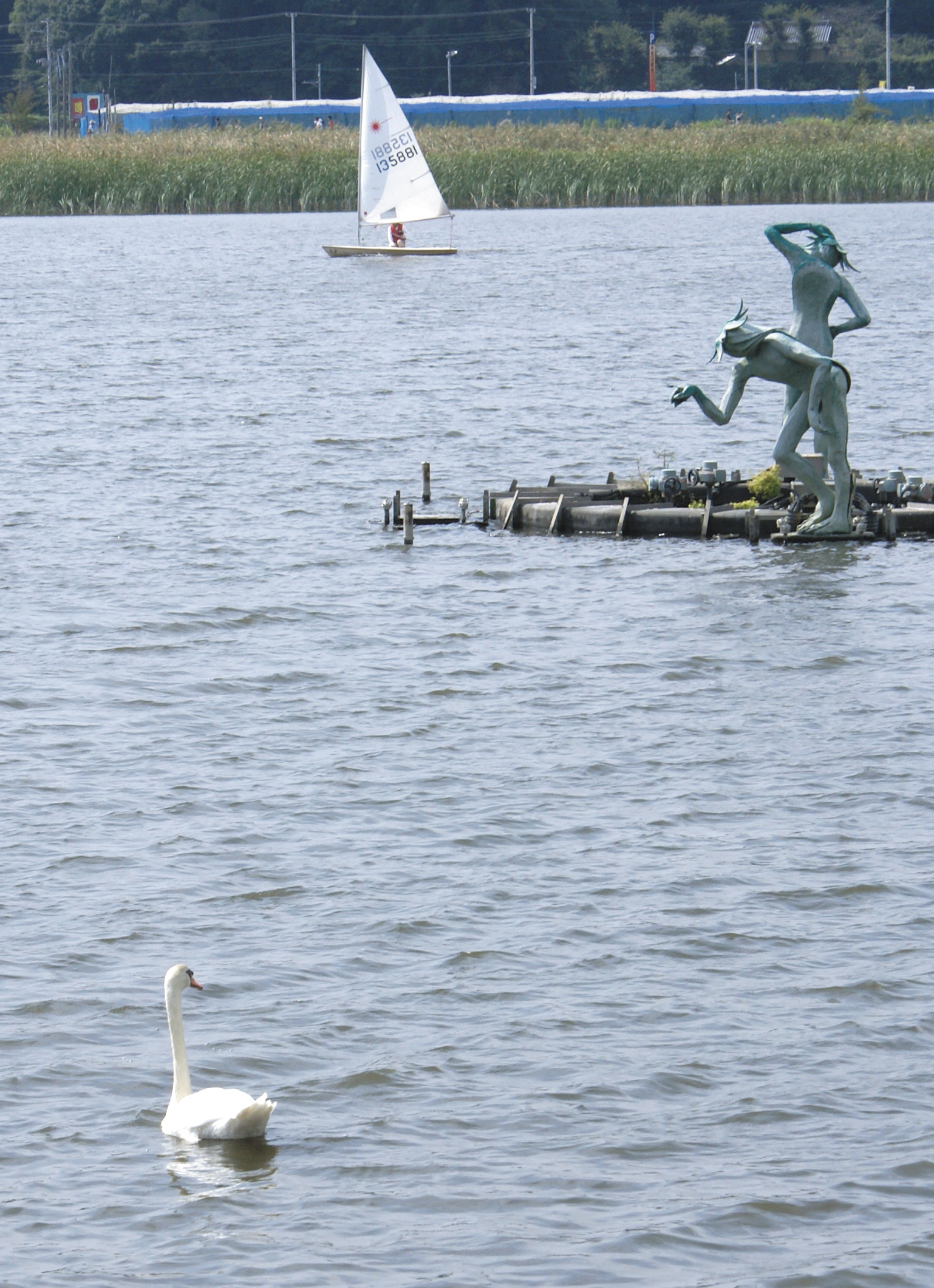
コブハクチョウと河童像

手賀沼（てがぬま）は、千葉県北部の柏市、我孫子市、白井市、印西市にまたがる利根川水系の湖沼。湖沼水質保全特別措置法指定湖沼。

## 地理
手賀沼は、元々は平仮名の「つ」の形をした大きな沼であったが、干拓事業によって現在では約8割の水域が消滅し、北と南に分離された形になっている。干拓地には水田が開かれ、2010年（平成22年）時点では大津川沿いから沼周辺に農地が広がっている。南北の二つの水域は手賀川を介してつながっている。一般に、北の水域を手賀沼（上沼）、南の水域を下手賀沼（下沼）という。
沼の北から東にかけては我孫子市街地を挟んで利根川が流れ、小貝川の合流点も近い。また、JR東日本の常磐線と成田線が北側の沿岸近くを走っている。南東には千葉ニュータウンもある。
流域面積は148.85平方キロメートル、流域内の人口は約48万人。

## 利用
手賀沼の水は農業用水として利用されているほか、釣りや内水面漁業も行われ、コイやフナなどが漁獲されている。2003年（平成15年）の漁獲量は218トン。2023年（令和５年）の漁獲量は3,000kg、魚種はフナのみである。
また、千葉県立自然公園「印旛手賀自然公園」にも指定されており、住民生活や観光・行楽でも重要な存在である。我孫子市は環境経済部に「手賀沼課」という専門部署を設けている。湖畔では柏・北柏ふるさと公園、手賀沼公園、手賀沼親水広場・水の館、鳥の博物館、山階鳥類研究所、手賀沼遊歩道、手賀沼ビオトープ、五本松公園、手賀沼フィッシングセンター、手賀の丘公園、蓮の群生地といった施設がある。手賀沼公園では足漕ぎ式のスワンボートを楽しむ事ができる。
毎年8月には大規模な花火大会が、10月にはマラソン大会が開催される。

## 歴史
手賀沼は、印旛沼とともに下総台地内の沖積低地にできた海跡湖である。約7万年前にはじまる武蔵野変動により形成された下総台地において、海面の上昇と低下を繰り返すことによって形成された下総台地の侵食谷が手賀沼の前身である(千葉県の自然誌 1997, p. 493-494)。縄文海進時に溺れ谷となり、中世末まで香取海（古鬼怒湾）につながる入り江だった。その頃は手下浦（てかのうら）と呼ばれていた。その後、その出口を河川の運搬物（土砂など）がせき止めて、堰止湖として手賀沼が形成された。
江戸時代に入って、江戸の町を利根川の氾濫による水害から守るため行われた利根川東遷事業によって、手賀沼は利根川の下流となった。周辺の村々は水害により大きな被害を受けるようになった。また当時人口が激増していた江戸の町の食料事情もあって、沿岸の地は町人請負新田として干拓された。
享保12年（1727年）、江戸幕府（八代将軍徳川吉宗）は勘定吟味役であった井沢弥惣兵衛為永の建議で沼全体の干拓を計画し、江戸町人の高田茂右衛門友清に工事を着手させたが、その後に工事計画を変更。沼を上・下に分け、中央に千間堤（浅間堤）を築き、下部のみを干拓した。これにより、約200町歩の新田が拓かれたが、上部沿岸の村々は排水不良となり、毎年のように洪水の被害を受けた。元文3年（1738年）に千間堤は決壊し、新田は水没。その後、老中田沼意次や水野忠邦の時にも干拓の努力は続けられたが、洪水と田沼の老中失脚とにより成功しなかった。
当時の手賀沼はカモなどの水鳥やコイ、ウナギなどの魚介類に恵まれ、特に水鳥とウナギは江戸の人々に美味として珍重されていた。現在でも我孫子市内には江戸時代から続くウナギ屋や、コイやフナ料理の店が多い。
- ただし、2003年の全国的なコイヘルペス感染で養殖コイの大量廃棄が行われて以来、現在（2008年時点）に至るまでコイの養殖は再開されておらず、コイ・フナ料理店でもコイ料理はメニューから消えたままとなっている。

水鳥猟は張切網によって行われ、手賀沼鳥猟組合が水鳥の減少によって解散する1942年（昭和17年）まで続いた。
大正時代、湖畔には志賀直哉や武者小路実篤らの別荘もあり、手賀沼は白樺派ゆかりの地であった。
1944年（昭和19年）11月22日に、我孫子中央国民学校の教諭と生徒をはじめとした44名が手賀沼を渡船で横断中、大風に煽られて転覆し、18名の死者を出すという水難事故が発生した（手賀沼の悲劇）。市内には「手賀沼殉教教育者の碑」として、記念碑が建てられている。
第二次世界大戦後の1946年（昭和21年）農水省の直轄事業として大規模な干拓事業が再び着手され、1968年（昭和43年）に完成。約500ヘクタールの水田が造成され、沼の面積は著しく減少している。沼では競艇場建設、1964年東京オリンピックボート競技の誘致、手賀沼ディズニーランドの建設などの開発計画が持ち上がったが、いずれも失敗している。

### 年表
- 元和7年（1621年）：江戸幕府は利根川東遷事業を計画し、利根川の水を江戸川と常陸川へ振り分けるため、赤堀川の開削が着手される[7]。
- 承応3年（1654年）：利根川東遷事業が竣工する[7]。
- 寛文6年（1666年）：布川・布佐間を締め切り、新利根川へ流路を移すものの、洪水により失敗したために元の流れに戻す。のちに、手賀河口を堤防で締切り、圦樋により利根川へ排水される[7]。
- 寛文11年（1671年）：江戸商人の海野屋作兵衛らによる手賀沼新田開発により、排水路を掘割り利根川まで通される[7]。
- 享保13年（1728年）：江戸幕府の下沼干拓計画により、千間堤を沼中に築堤[7]。
- 享保19年（1734年）：洪水と利根川からの逆流により千間堤防が決壊[7]。
- 元文3年（1738年）：洪水により再び千間堤が崩壊して新田は壊滅。下沼干拓事業は失敗に終わる[7]。
- 天明5年（1785年）：幕府老中田沼意次により手賀沼の干拓に着手[7]。
- 天明6年（1786年）：洪水により、干拓事業を断念。排水路の整備に事業方針が転換される[7]。
- 明治3年（1870年）：「午年の大洪水」により、布佐堤が決壊。未曽有の大水害に見舞われる[7]。
- 1890年（明治23年）：利根川の洪水により堤防が決壊。手賀沼沿岸が水害に見舞われる[7]。
- 1941年（昭和16年）：千葉県庁から東京カヌー協会に対しカヌーコースの設置許可が下りる[8]。
- 1956年（昭和31年）：手賀沼排水機場が完成。機械排水による戦後干拓が始まる[7]。以後、手賀沼は大きく縮小し、東半分が消滅することとなる。
- 1952年（昭和27年）：1955年（昭和30年）まで柏町営水泳場開業。
- 1960年（昭和35年）：手賀沼のフナ・ウナギ等が大量に浮かび、水質汚染が顕著になる[7]。
- 1964年（昭和39年）：手賀大橋開通。県営の渡し船が廃止される[7]。
- 1968年（昭和43年）：手賀沼第一干拓・第二干拓（計439ヘクタール）完成[7]。
- 1974年（昭和49年）：水質汚染全国ワースト・ワンになる[7]。
- 2000年（平成12年）：手賀沼浄水化を期待された北千葉導水道完成[7]。
- 2001年（平成13年）：手賀大橋（4車線化）開通[7]。

## 水質と生物

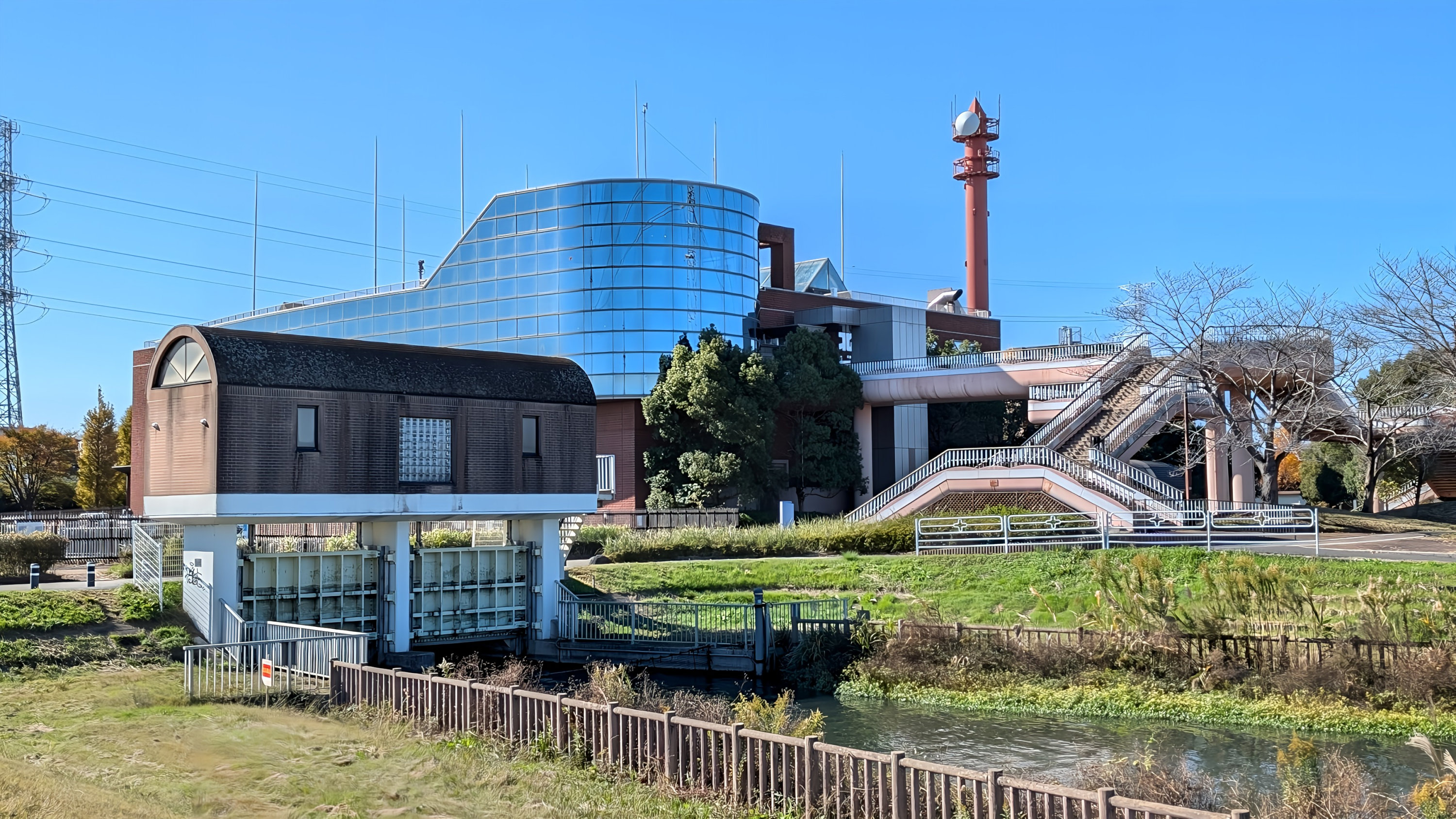
水質浄化を担う北千葉第二機場

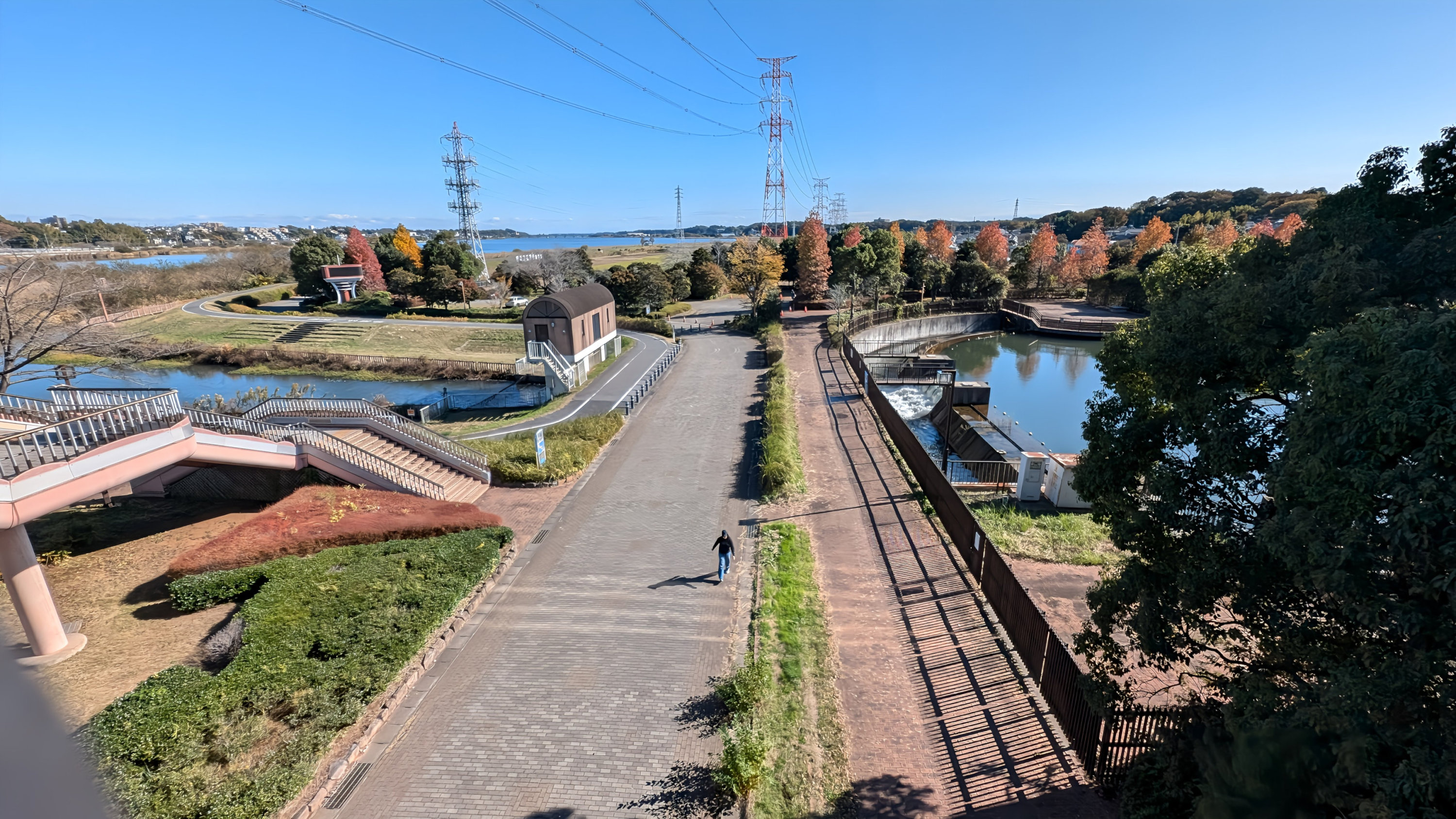
手賀沼にきれいな水を流す(北千葉第二機場から撮影)

手賀沼は1955年（昭和30年）頃まではウナギなどの漁獲が多い清澄な沼であった。水底が透けて見え、子供たちは沼で泳ぎ、漁師は船上から沼の水をすくって飲んだほどであった。その後の高度経済成長による周辺の都市化に伴い、手賀沼に注ぐ大堀川と大津川に生活排水や産業排水が流された結果、沼の水質汚濁と富栄養化は全国有数のものとなった。
化学的酸素要求量 (COD) の年平均で見ると1974年（昭和49年）から2001年（平成13年）までの27年間連続で全国の湖沼でワースト1に甘んじていた。各種の水質対策や、北千葉導水路の完成もあって、1990年代までのような猛烈な汚濁レベル（COD年平均20 mg/L台）からは改善している。
1998年（平成10年）4月から、我孫子市は環境経済部の環境保全課を「手賀沼課」に改称し、浄化事業に全面的に取り組む姿勢を示した。
しかし、2012年（平成24年）のCOD年平均は9.6 mg/Lで、印旛沼に次いで全国2位、環境省の定める環境基準（手賀沼の場合、5 mg/L以下）から見ても依然として高水準である。また、北千葉導水路によるとされる改善も、利根川からの導水によって水を希釈・押し流しているに過ぎないため、水質汚濁が根本的に解決されたわけではない。流入河川での対策では、例えば大堀川で礫間浄化施設による浄化などが行われている。また、底泥巻き上げ・溶出による内部負荷が大きいことも、水質浄化が足踏みしている原因の1つである。
このほか水中の栄養塩を吸収・除去するためホテイアオイやアオコを回収したり、湖岸の水生植物群を保存・育成したりしている。
2011年3月の福島第一原子力発電所事故の後、大気中に飛散した放射性物質が手賀沼にも降下した。2013年3月時点では底質に放射性泥土が残留しており、千葉県はモニタリングを実施している。ただし、水が放射線を遮蔽するため、水面では弱く、人の日常生活には支障がない。千葉県は2013年9月2日付けで“手賀沼で釣りをする皆様へ”と題して、モツゴ、ギンブナおよびコイについては放流、食用にしない、他の河川への移動をさせないように警告した。

### 手賀沼の生物

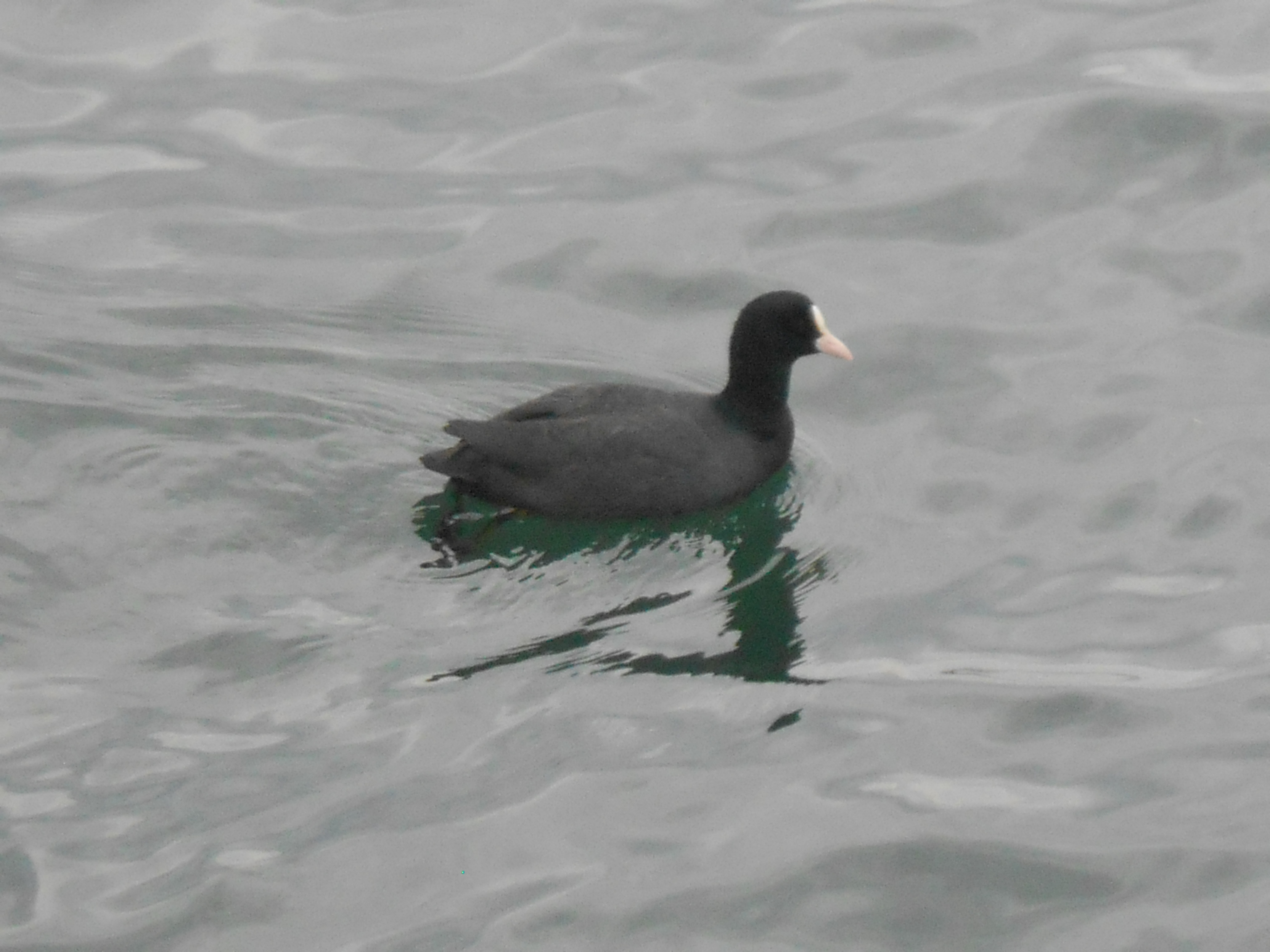
オオバン

手賀沼とその周辺の生物多様性は水質汚濁や干拓・護岸工事で損なわれたが、汚染に強い種や外来種を含めて多くの生物がいる。魚介類や両生類など水生動物が約20種類、水生植物が5 - 6種類、水鳥などが見られる。

#### 鳥類
コブハクチョウ、オオバンなど。特にオオバンは我孫子市の「市の鳥」とされる。

#### 魚介類
鯉、モツゴ、ハクレン、ゲンゴロウブナ、ワタカ、ハス、ドブガイ、タイワンシジミ、アメリカザリガニ、テナガエビなど。

#### 両生類
ウシガエル

#### 水生植物
ヨシ、マコモ、ヒメガマ、ハスなど。ハスについては1965年に1.5ヘクタールだった群落が23.6ヘクタール（2017年時点）に広がり、生態系への悪影響が懸念されることから、一部の駆除が行われている。
繁殖力が強い外来植物（ナガエツルノゲイトウ、オオバナミズギンバイ）に対しては、千葉県が2020年度から集中駆除を実施している。

### COD値の動き
環境省の公共用水域水質測定結果および千葉県環境生活部水質保全課のデータによる、近年のCOD値を列挙する。
| 年度               | COD（mg/L） |
| ------------------ | ----------- |
| 1994年（平成6年）  | 21          |
| 1995年（平成7年）  | 25          |
| 1996年（平成8年）  | 24          |
| 1997年（平成9年）  | 23          |
| 1998年（平成10年） | 19          |
| 1999年（平成11年） | 18          |
| 2000年（平成12年） | 14          |
| 2001年（平成13年） | 11          |
| 2002年（平成14年） | 8.2         |
| 2003年（平成15年） | 8.4         |
| 2004年（平成16年） | 8.9         |
| 2005年（平成17年） | 8.2         |
| 2006年（平成18年） | 7.9         |
| 2007年（平成19年） | 8.4         |
| 2008年（平成20年） | 8.2         |
| 2009年（平成21年） | 8.6         |
| 2010年（平成22年） | 8.9         |
| 2011年（平成23年） | 9.3         |
| 2012年（平成24年） | 9.6         |
| 2013年（平成25年） | 9.5         |
| 2014年（平成26年） | 7.6         |
| 2015年（平成27年） | 8.1         |
| 2016年（平成28年） | 8.6         |
| 2017年（平成29年） | 8.6         |
| 2018年（平成30年） | 9.2         |
| 2019年（令和元年） | 8.9         |
| 2020年（令和2年）  | 10          |

- COD値は年平均値であり、3桁目は四捨五入している。
- 手賀沼は「湖沼B」に分類されるため、CODの環境基準値は5mg/L以下である。
- 1979年（昭和54年）には年平均28mg/Lを記録している。

## 観光資源としての手賀沼

### 周辺の整備
我孫子市に於いては観光振興計画で手賀沼観光施設誘導方針が打ち出され、我孫子市最大の観光資源である手賀沼の有効な利用・必要な施設を誘導していくものとしている。
この方針に基づき、手賀沼を訪れた観光客が手賀沼の風景を楽しみつつ食事や休憩ができる施設や、手賀沼や我孫子のお土産販売店などを誘導することにより、手賀沼への観光客増加、もって我孫子市における観光の振興や交流人口の拡大を図ることを狙いとしている。

また、柏市側に於いても手賀沼の南側の柏市北柏橋から、北千葉第二機場(北千葉導水路の拠点施設)、道の駅しょうなん等を経由し、手賀曙橋に至る堤防沿いに整備された全長9.4kmの緑道が県立手賀沼自然ふれあい緑道として整備している。
手賀沼の豊かな自然を感じながら、散歩やジョギング、サイクリングなどを楽しめるよう通行区分がなされている。緑道の各所には見晴らしデッキや休憩所が備わり、手賀沼に飛来する野鳥の観察ができる。手賀大橋から曙橋方面へ0.9kmの地点ではハスの群生地を見渡すこともできる。

### 主な施設
- 手賀沼公園（我孫子市） - 手賀沼をめぐる遊歩道の起点にもなっている公園[23]。
- 旧村川別荘（我孫子市） - 手賀沼のほとりに位置する別荘（我孫子市指定文化財）[23]。
- 道の駅しょうなん（柏市） - 手賀沼のほとりに位置しており休憩・情報交流施設にもなっている[23]。

手賀沼と施設の紹介

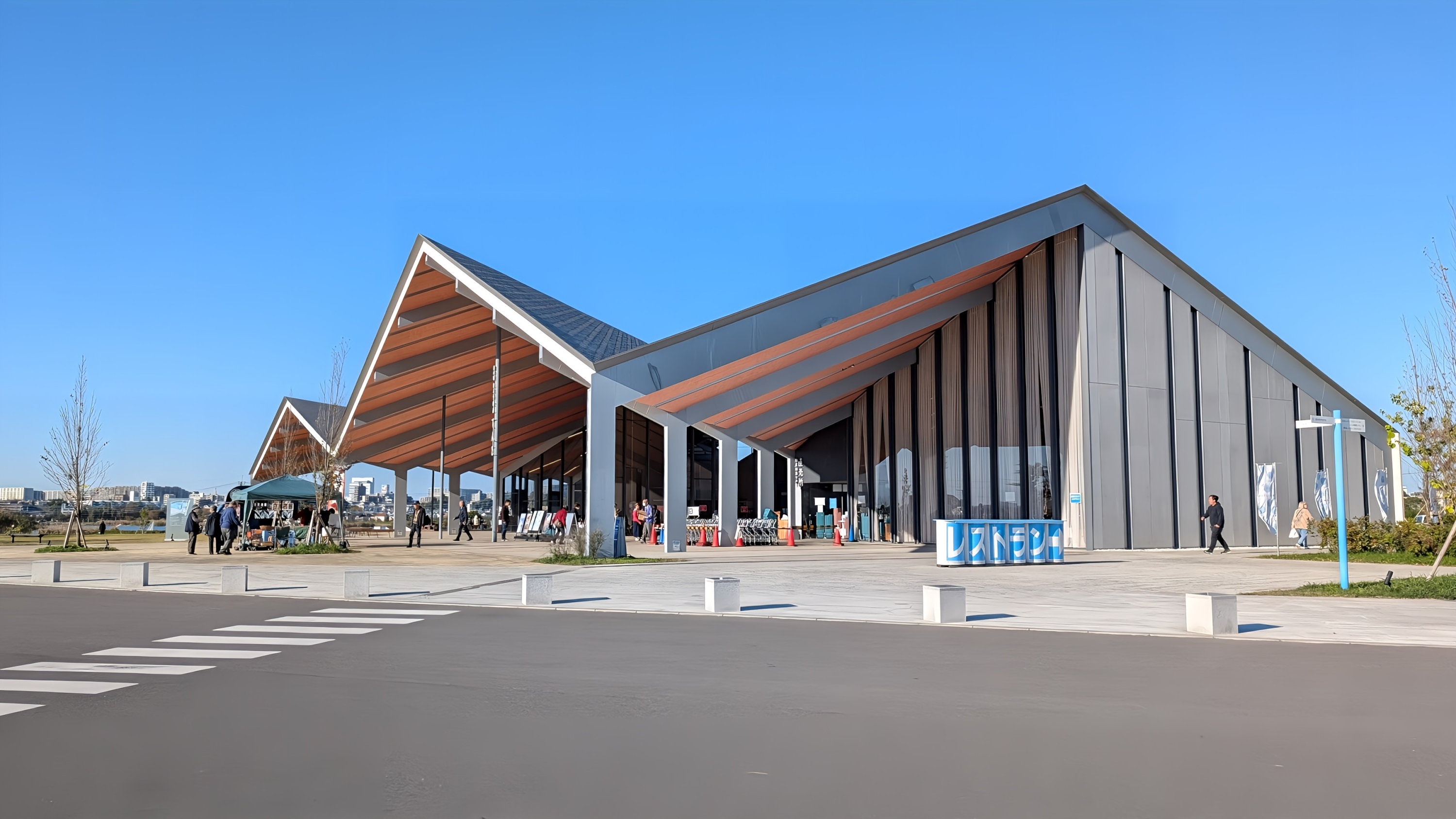
道の駅しょうなん・てんと
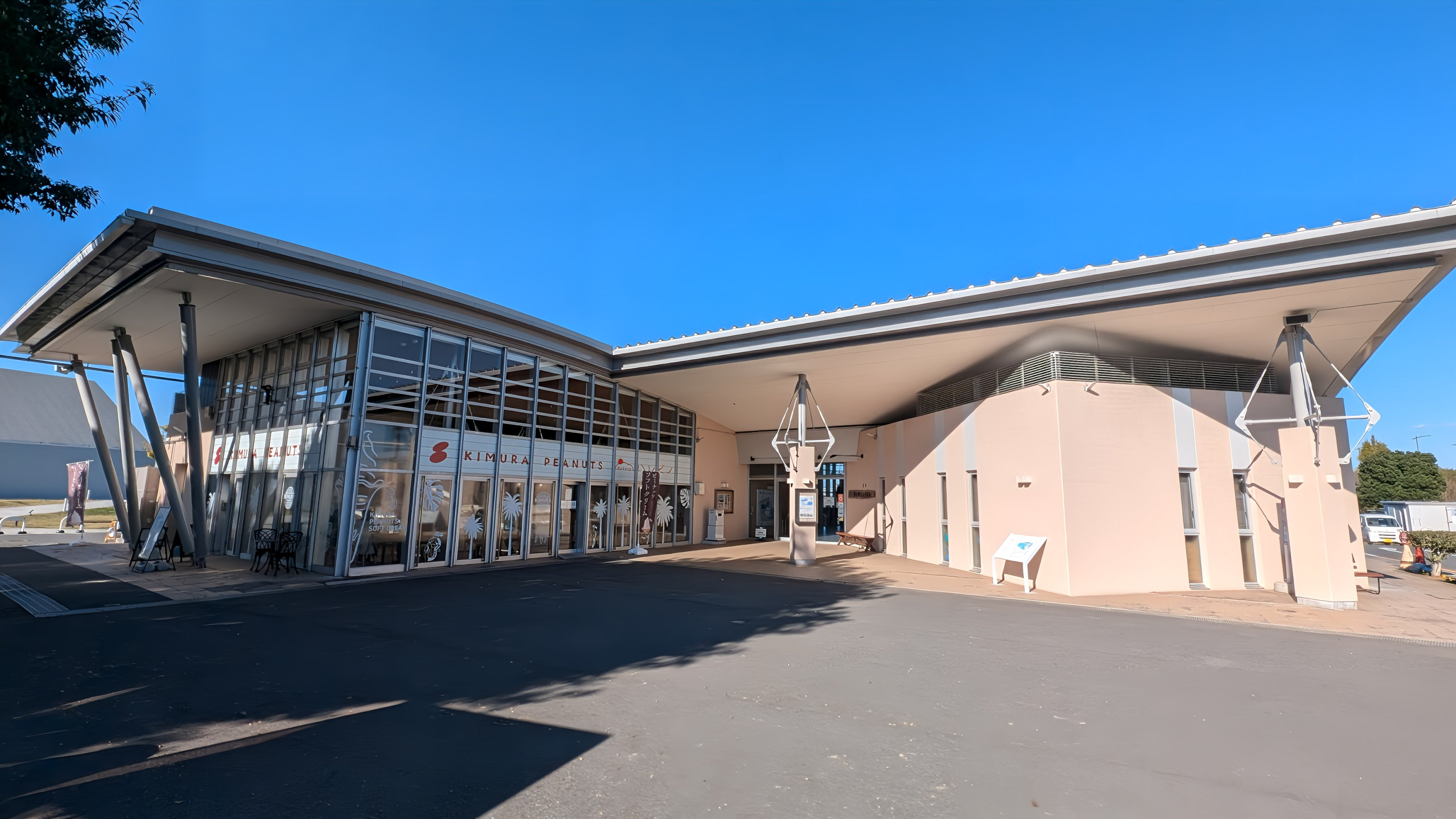
道の駅しょうなん・つばさ
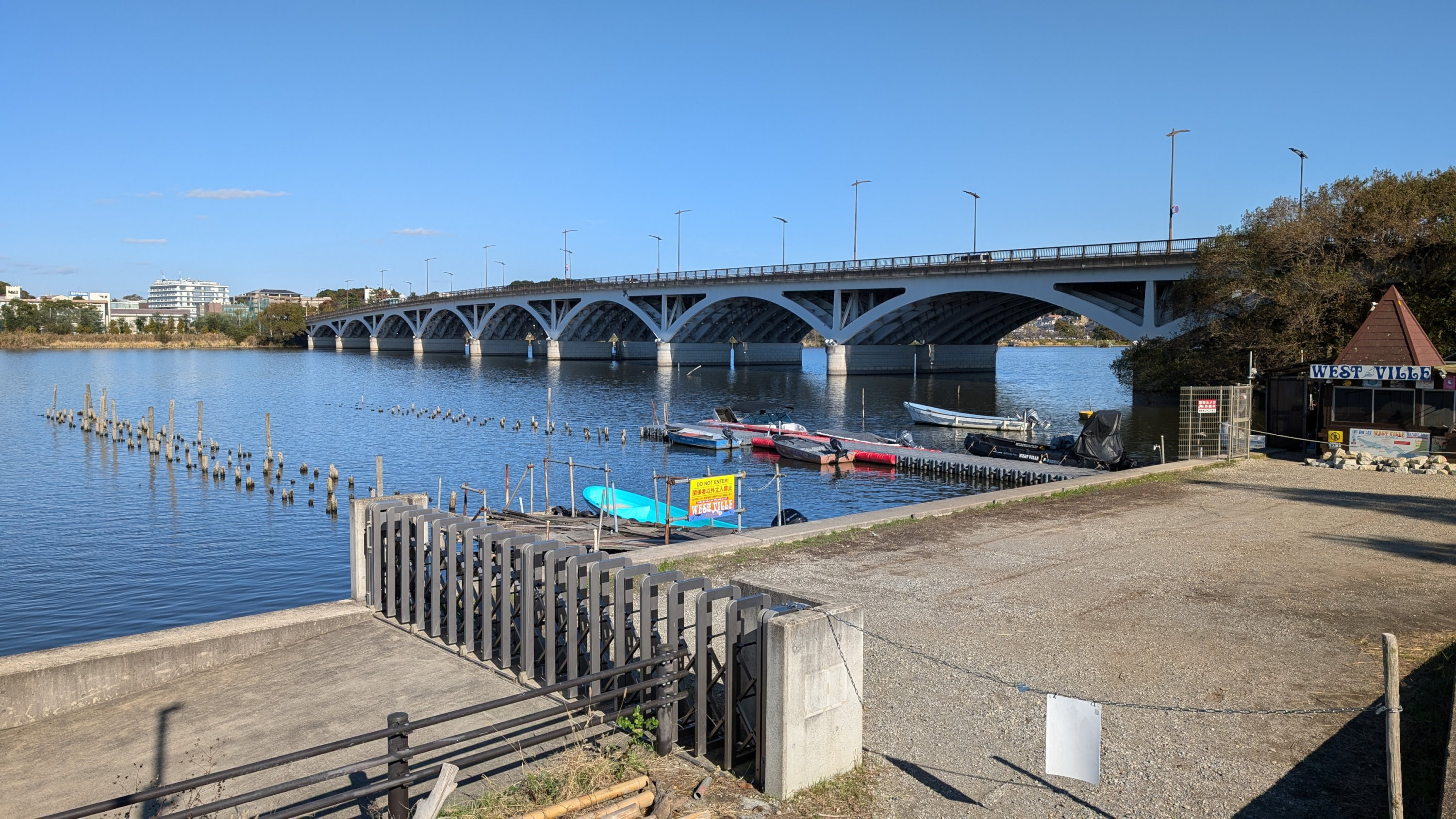
手賀大橋(柏市側より撮影)
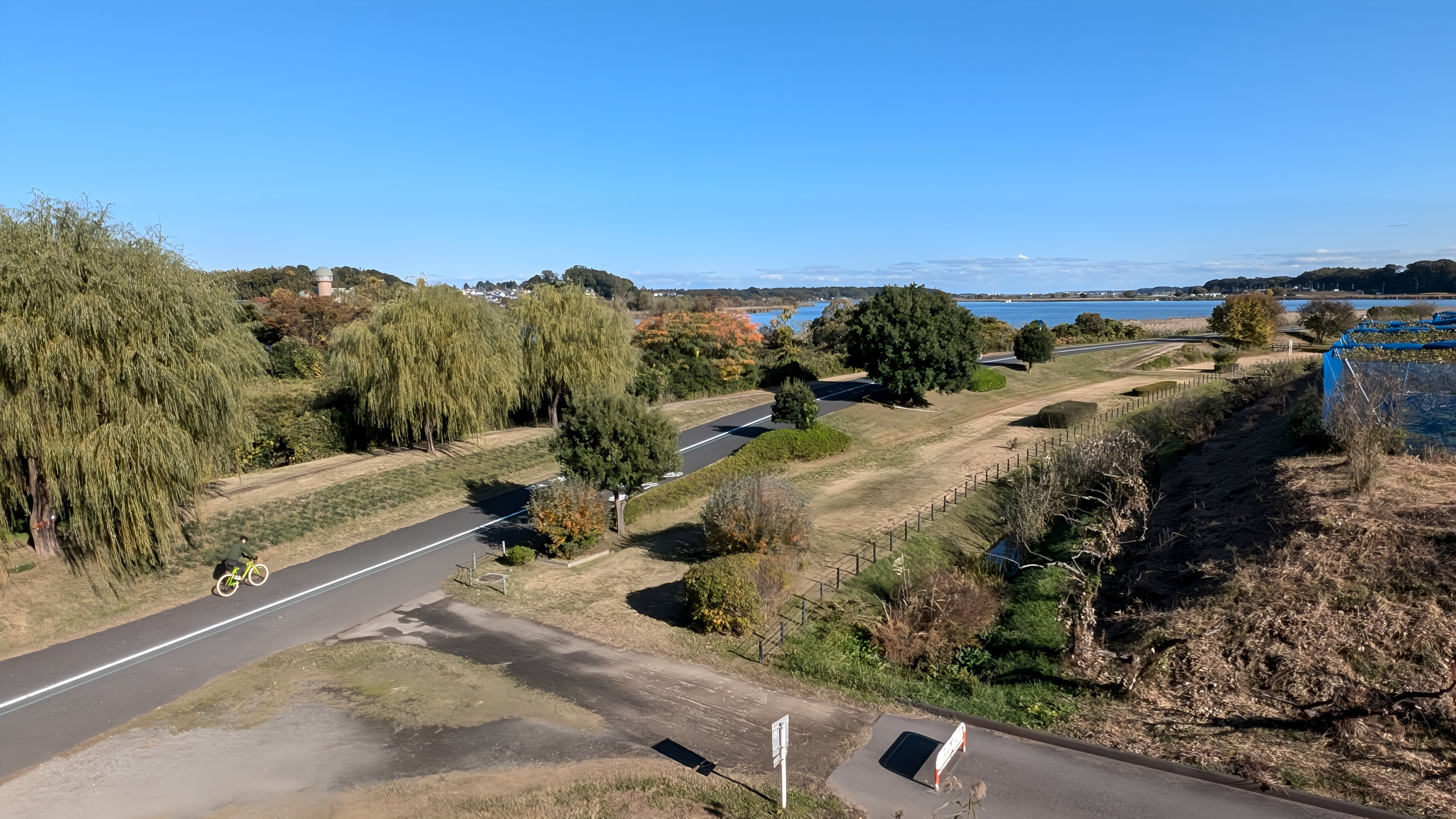
県立手賀沼自然ふれあい緑道
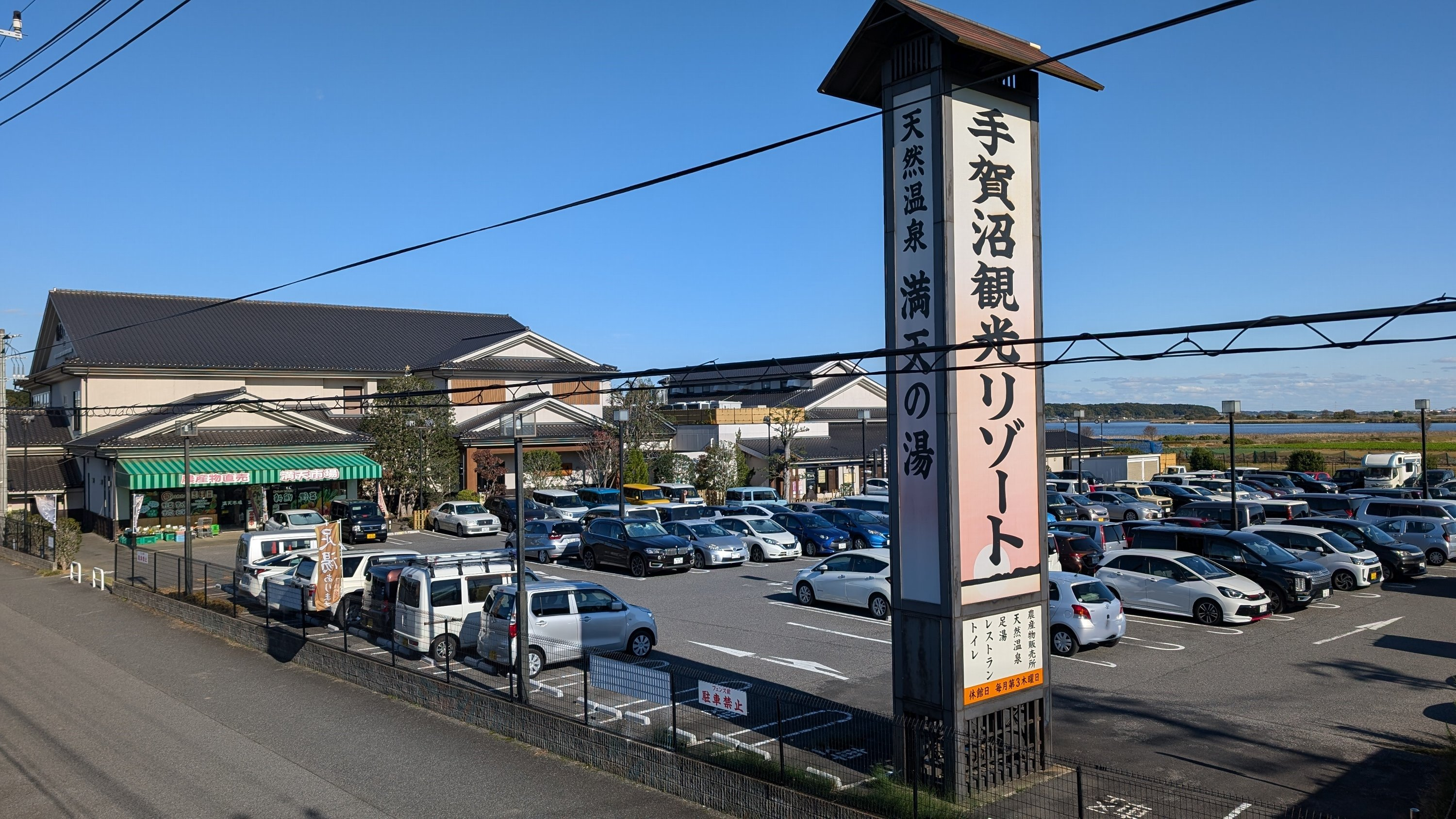
手賀沼観光リゾート(天然温泉 満天の湯)
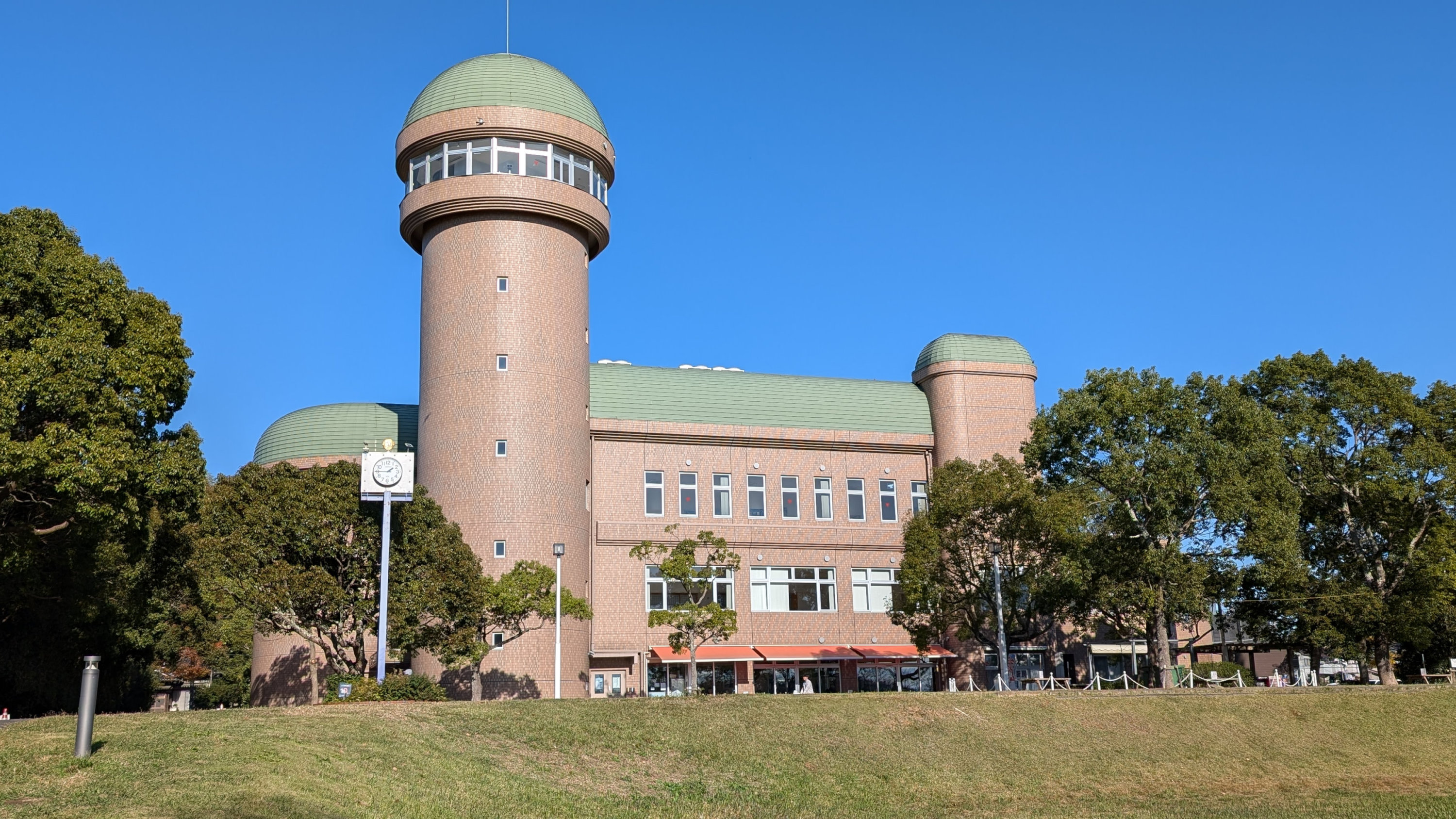
水の館・手賀沼親水広場
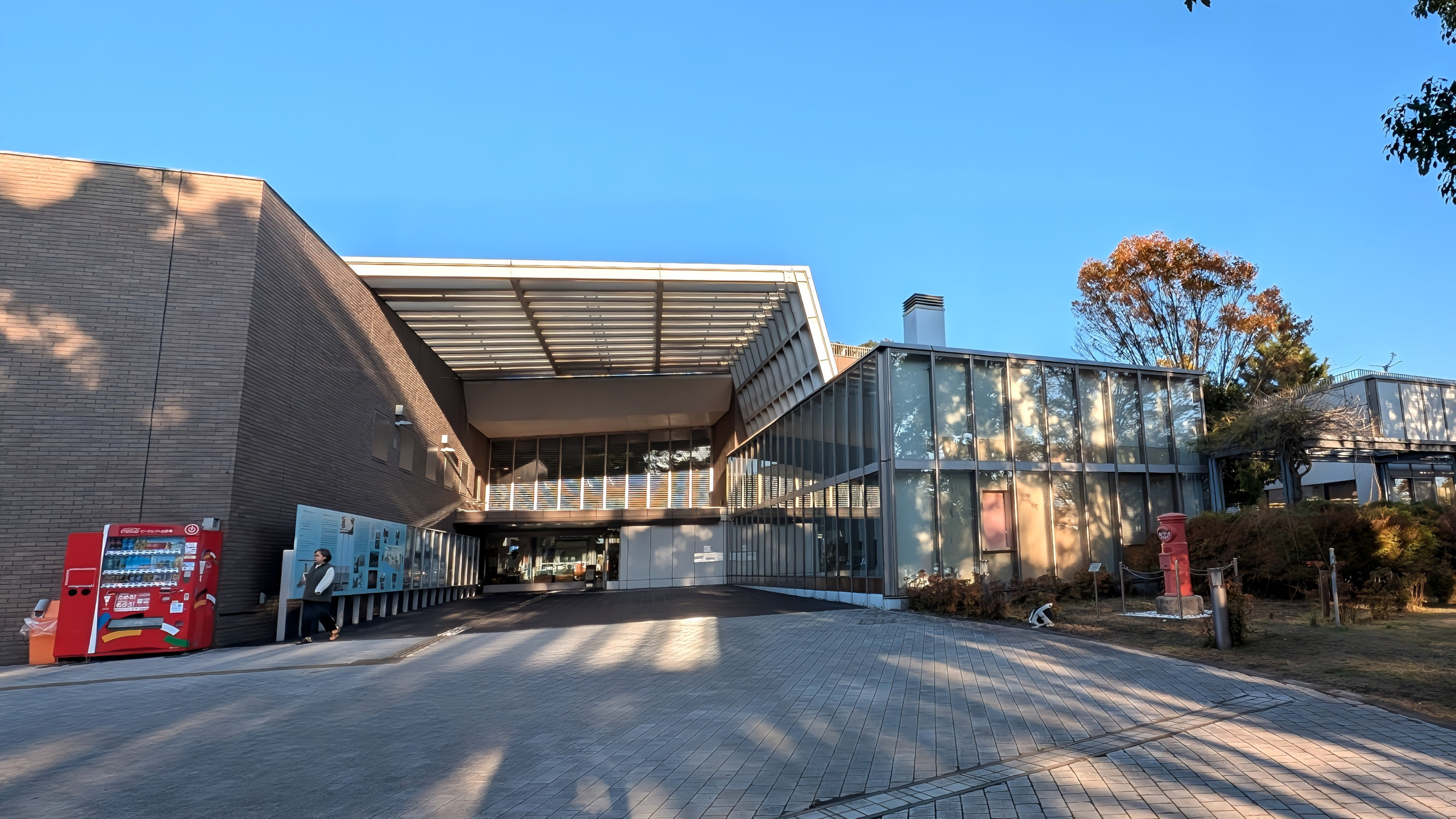
我孫子市生涯学習センター アビスタ
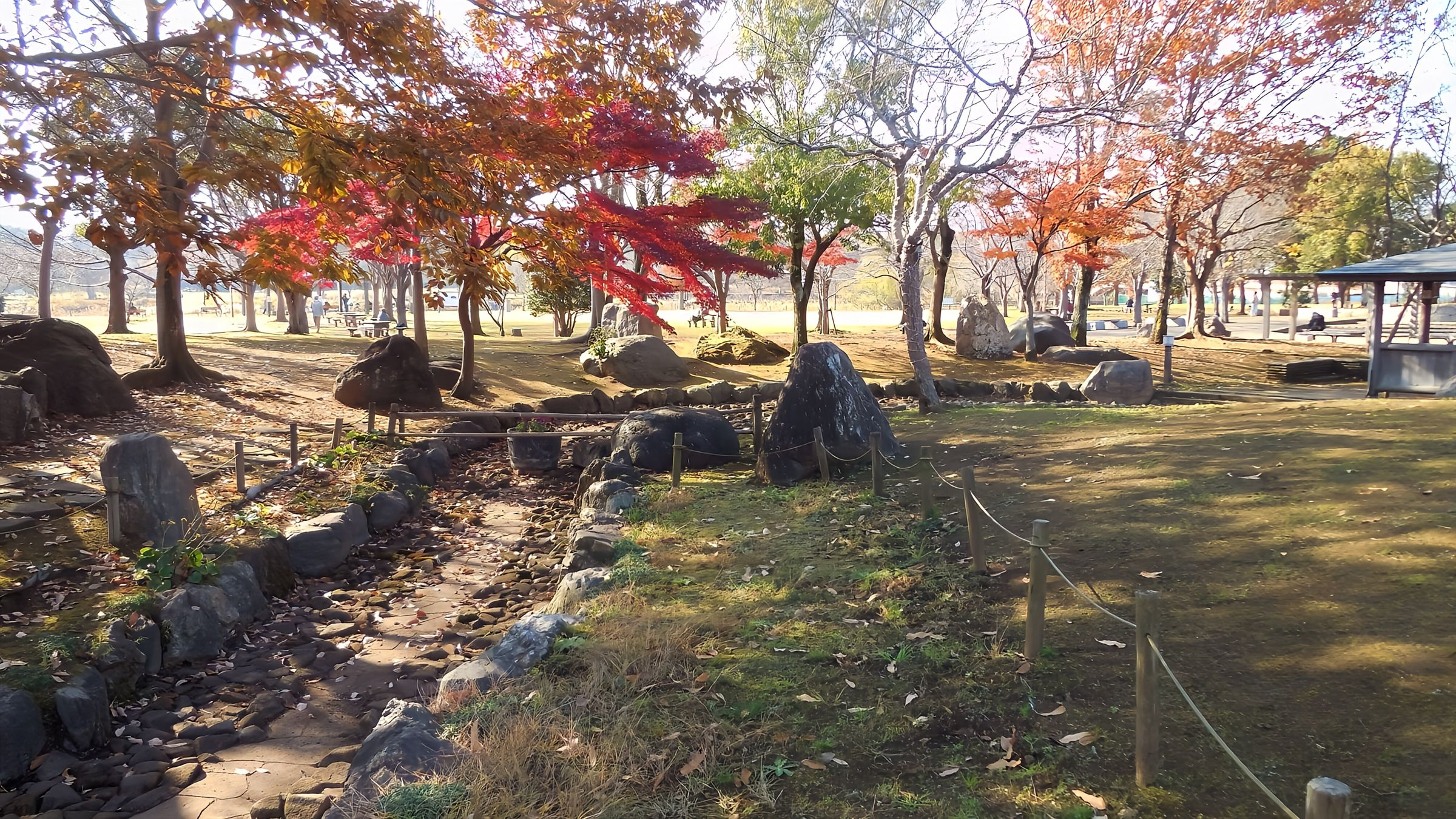
北柏ふるさと公園

## 橋
上流より
- 柏ふるさと大橋–手賀沼と大堀川の境付近にかかる橋。
- 手賀大橋–手賀沼の中央付近にかかる橋。県道8号線。
- 手賀曙橋–手賀沼と手賀川の境付近にかかる橋。

## 周辺のイベント
- 手賀沼花火大会 - 8月上旬に柏市と我孫子市の主催で開催される。約13,500発の花火が湖上で打ち上げられ、手賀沼公園（我孫子市）や柏ふるさと公園などが主な会場となる
- 手賀沼トライアスロン - 8月下旬。県協会公認のトライアスロンで、沼南地区を会場に開かれる。
- 手賀沼エコマラソン - 10月。毎年約8,000人の参加者が集まる。
- ジャパンバードフェスティバル（Japan Bird Festival/略称：JBF） 2001年から毎年11月に開催されている「鳥」をテーマにした日本最大級のイベント。